# M11/39

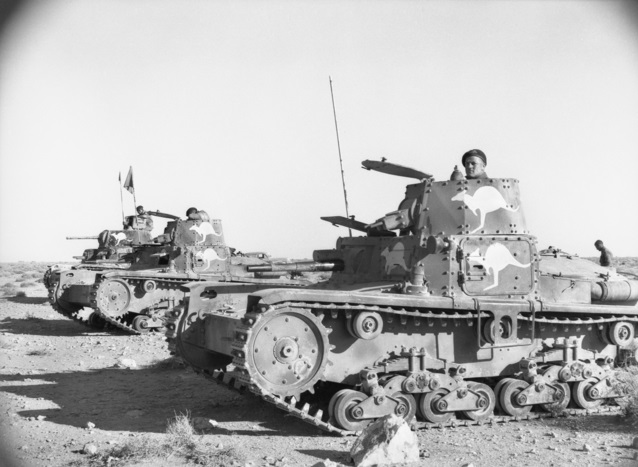
Erövrade M11/39 i australiensisk tjänst

M11/39 var en italiensk stridsvagn som var i tjänst under andra världskriget. Den var beväpnad med en 37 mm kanon i chassit och två kulsprutor (sida vid sida i ett roterande torn). Besättningen uppgick till tre man: befäl (som också var radiooperatör), skytt (som också var laddare) samt förare. Utformningen var influerad av den brittiska Vickers 6-Ton. Chassit vidareutvecklades till M13/40.